# Super 45

Super 45 es un colectivo chileno focalizado en la música independiente. Su proyecto más emblemático fue un programa de radio que fue emitido durante más de 20 años en distintas señales radiales. Su última temporada fue transmitida por Radio Zero, y fue conducido por Boris Orellana y Claudio Ruiz.

## Historia
Super 45 comenzó como un programa de radio en año 1996. En sus inicios, fue conducido por Boris Orellana (por aquel tiempo estudiante de Ingeniería Comercial de la Universidad de Santiago), Arturo Figueroa y Cristián Araya (ambos estudiantes de periodismo de la Universidad de Chile). El programa era parte del segmento Bolsa de Gatos que se transmitía a través de la señal de Radio Universidad de Chile, que contaba con una política de apertura a diversas tendencias e incluyó programas como  Perdidos en el espacio, Catatonios y Akranianos y Contaminando. 
El interés de estos programas era difundir la escena musical independiente internacional, que tenía escasa (cuando no nula) difusión en las radios chilenas. Cada programa salía al aire una vez a la semana, entre las 23.00 y las 0.00. En estos pequeños espacios se programaba música de estilos como el Indie, Post-rock, electrónica y otras tendencias más experimentales. Era primera vez que en una radio chilena se programaba bandas como Yo la Tengo, Stereolab (el nombre del programa proviene de un EP de 1991 de este grupo), Mouse on Mars o Mogwai, además de incentivar el desarrollo de la escena independiente nacional difundiendo bandas como Congelador, Shogún o Pánico. Esta apertura a otras tendencias permitió la aparición de nuevas estaciones con programación musical alternativa. Una de estas nuevas estaciones es la Radio Concierto, que el año 2003 lleva al programa a una audiencia más numerosa. 
En la actualidad, en la radio de la Universidad de Chile aún sale al aire el programa Perdidos en el espacio.
En 2007, el programa radial se trasladó a Radio Zero. Durante un año (2011-2012) estuvo en Radio Duna para luego volver a Radio Zero. A partir de 2011 el programa fue conducido por Boris Orellana y Claudio Ruiz.

## Espacio Web
Super 45 no sólo es un programa radial, sino que también tiene una importante difusión a través de sus espacios en Internet. El más antiguo es su sitio oficial, en el que se publican diferentes columnas, además de reseñas de discos e información sobre la cartelera de conciertos. Tienen, además, un Blog en el que publican, con mayor frecuencia, noticias referentes a la escena musical, además de poner a disposición mediante podcast sus programas radiales (y otros programas de similar perfil). En este espacio el público puede dejar sus mensajes.
A partir de junio de 2020, Super 45 anunció el lanzamiento de su señal experimental radial a través de internet con un nuevo dominio denominado super45.fm.

## Enlaces
- Sitio oficial
- Radio Zero

- Datos: Q6135655